# Chùa Tam Bảo (Rạch Giá)
Chùa Tam Bảo là một ngôi chùa cổ nằm tại địa chỉ số 3, đường Sư Thiện Ân, phường Vĩnh Lạc, thành phố Rạch Giá, tỉnh Kiên Giang, Việt Nam.

## Lịch sử
Chùa từng được các nhà sư như Sư Trí Thiền (trụ trì chùa), Sư Thiện Chiếu, Sư Thiện Ân sử dụng làm trụ sở Hội Phật học kiêm tế, tạp chí Tiến hóa, điểm liên lạc Liên tỉnh ủy Hậu Giang. Hiện tại, chùa cũng là nơi đặt văn phòng Ban Trị sự Tỉnh hội Phật giáo Kiên Giang.
Chùa Tam Bảo được lập bởi bà Dương Thị Oán, ban đầu có kết cấu đơn sơ là bằng gỗ, lợp lá (vật liệu chính là tre nứa). Trong thời gian bị Tây Sơn truy đuổi, Nguyễn Ánh đã từng trú ẩn tại đây và được bà tặng vài cuộn tơ tằm quý để quai chèo không đứt khi vượt biển. Vì vậy sau khi lên ngôi, năm 1803, vua Nguyễn đã ban biển Sắc tứ cho chùa, từ đó, chùa được gọi là Sắc tứ Tam Bảo (敕賜三寳).
Năm 1913, Hòa thượng Trí Thiền được Phật tử địa phương thỉnh về trụ trì chùa Tam Bảo, thế danh Nguyễn Văn Đồng, vì vậy chùa có tên gọi là chùa Ông Đồng. Năm 1915, hòa thượng cho đại trùng tu lại ngôi chùa với lối kiến trúc còn được lưu lại đến ngày nay.
Năm 1936, Hòa thượng Trí Thiền cùng Sư Thiện Chiếu thành lập Hội Phật học Kiêm Tế, chùa Tam Bảo được sử dụng làm trụ sở và cũng là tòa soạn của tạp chí Tiến Hóa Hội Phật học Kiêm Tế chủ trương mở Cô nhi viện, lớp học bình dân, phòng thuốc miễn phí, cứu trợ nạn nhân thiên tai... Hòa thượng Trí Thiền giữ chức Chánh tổng lý của Hội.
Từ năm 1940, Hòa thượng Trí Thiền, Sư Thiện Chiếu, Sư Thiện Ân biến chùa Tam Bảo thành địa điểm liên lạc và là nơi cất giấu vũ khí tự tạo cùng tài liệu, truyền đơn chuẩn bị cho Khởi nghĩa Nam Kỳ. Tháng 6 năm 1941, Pháp cho khám xét chùa, Hòa thượng Trí Thiền, Sư Thiện Ân bị bắt. Ra Tòa Đại hình, Hòa thượng Trí Thiền bị kết án năm năm đày Côn Đảo, Sư Thiện Ân bị kết án tử. Tại Côn Đảo, năm 1943, Hòa thượng Trí Thiền tuyệt thực phản đối chế độ được cho là "chế độ lao tù khắc nghiệt" và mất trong ngục.
Sau khi Hòa thượng Trí Thiền và Sư Thiện Ân bị bắt, chùa Tam Bảo bị đóng cửa, không ai được lui tới. Sau Cách mạng Tháng Tám, chùa mới được mở cửa trở lại. Tăng tín đồ Phật tử và người dân tại đây tổ chức một lễ cầu siêu lớn tại chùa để cầu nguyện cho Hòa thượng Trí Thiền, Sư và các đồng chí đã chết. Năm 1996, Hòa thượng Trí Thiền và Sư Thiện Ân được truy nhận là liệt sĩ.

## Kiến trúc
Chùa tọa lạc nơi cao ráo, thoáng mát, trước cửa chùa có ao sen rộng và hòn non bộ. Trước chánh điện là nhiều tượng Phật lớn được đánh giá là trang nghiêm, trầm mặc. Chánh điện được thiết kế theo kiểu thượng lầu hạ hiên. Các bàn thờ được chạm trổ công phu, thiếp vàng rực rỡ theo dạng "Lưỡng Long triều Nguyệt", "Song Phụng Triều Châu", "Bát Tiên"... Các tượng Phật, Bồ tát bằng gỗ như Di Lặc, Chuẩn Đề, Địa Tạng, Văn Thù, Phổ Hiền, Quan Âm Thế Chí... được điêu khắc với trình độ mỹ thuật cao.

## Di tích Quốc gia
Ngày 22 tháng 3 năm 1988, Bộ Văn hóa Thông tin (nay là Bộ Văn hóa, Thể thao và Du lịch) ban hành Quyết định số 191-VH/QĐ về việc công nhận Chùa Tam Bảo là di tích lịch sử văn hóa cấp quốc gia.